# Theodor Molien
Theodor Georg Andreas Molien, russisch Фёдор Эдуардович Молин (* 29. Augustjul. / 10. September 1861greg. in Riga; † 25. Dezember 1941 in Tomsk, Sowjetunion) war ein deutsch-baltischer Mathematiker, der sich mit Algebra befasste. Bekannt ist er für den ersten Klassifikationssatz für Algebren über den komplexen Zahlen.

## Leben und Wirken
Theodor Molien war der Sohn eines Gymnasiallehrers in Riga und studierte ab 1880 an der Kaiserlichen Universität Dorpat Astronomie bei Anders Lindstedt. 1883 schrieb er seine Kandidatenthese in Astronomie (Über die Bahn des Cometen 1880 III. Astronomische Nachrichten Band 105). Im selben Jahr ging er nach Leipzig, wo er Felix Klein, Carl Gottfried Neumann, Eduard Study, Wilhelm Killing hörte. Dort regte ihn Klein zu seiner Magisterarbeit an (Über lineare Transformationen elliptischer Funktionen). 1885 war das seine Abschlussarbeit in Dorpat, wo er danach 15 Jahre lang Privatdozent war (es gab nur eine Professorenstelle, und die war besetzt). Die Sommer verbrachte er in den 1880er Jahren häufig an Universitäten in Deutschland.
1891 erschien in den Mathematischen Annalen seine bekannteste Arbeit Über Systeme höherer komplexer Zahlen, mit der er 1892 in Dorpat promoviert wurde. In ihr bewies er einen Klassifikationssatz für Erweiterungen komplexer Zahlsysteme, genauer der halbeinfachen Algebren über den komplexen Zahlen (in denen also noch das Assoziativgesetz, aber nicht unbedingt das Kommutativgesetz der Multiplikation gilt). Später klassifizierte Élie Cartan die halbeinfachen Algebren über den reellen Zahlen, und 1907 klassifizierte Joseph Wedderburn die halbeinfachen Algebren über beliebigen Körpern. Molien  bewies unter anderem, dass jede assoziative einfache Algebra über dem Körper der komplexen Zahlen isomorph zu einer Matrixalgebra über den komplexen Zahlen ist. 1892 wurde er für diese Arbeit in die Moskauer Mathematische Gesellschaft aufgenommen, und 1894 erhielt er in Frankreich dafür eine Goldmedaille. Auch in Deutschland wurde die Bedeutung von Mathematikern wie Ferdinand Georg Frobenius und Adolf Hurwitz, mit denen er korrespondierte, sofort erkannt. 1900 wurde er Professor in Tomsk in Sibirien, wo er wissenschaftlich isoliert war, eine mathematische Bibliothek aufbaute und als erster Professor für Mathematik in Sibirien den Unterricht organisierte, wobei er die Lehrbücher teilweise selbst schrieb. 1913 musste er aufgrund seiner bekannten liberalen politischen Ansichten zurücktreten und unterrichtete an einer höheren Schule für Frauen, wurde aber 1917 wieder Professor.
Neben seiner Arbeit über hyperkomplexe Zahlensysteme arbeitete er auch, Frobenius folgend, über polynomiale Invarianten von endlichen Gruppen. Unter anderem zeigte er 1898 die Zerlegung der Darstellungen endlicher Gruppen im Vektorraum der Polynome in {\displaystyle n} Variablen über den komplexen Zahlen in irreduzible Darstellungen.
Theodor Molien sprach oder las dreizehn Sprachen (neben Deutsch, Estnisch, Russisch auch Französisch, Englisch, Latein, Griechisch, Hebräisch, Spanisch, Portugiesisch, Holländisch, Italienisch, Schwedisch, Norwegisch).
In den 1890er Jahren galt er als einer der stärksten Schachspieler Dorpats und war Präsident des örtlichen Schachclubs. In einer Simultanpartie gegen Exweltmeister Wilhelm Steinitz verfehlte er knapp das Remis. 1897 vollendete eine zwei Jahre zuvor von Andreas Ascharin begonnene Untersuchung zum Endspiel Turm gegen Läufer. Er berechnete die Gesamtzahl der Positionen dieses Endspiels auf über 12 Millionen und die Gewinnstellungen davon auf etwa  100 000. Zu dieser Zeit erschienen einige Schachstudien von ihm zu diesem Thema.